# Oare Water

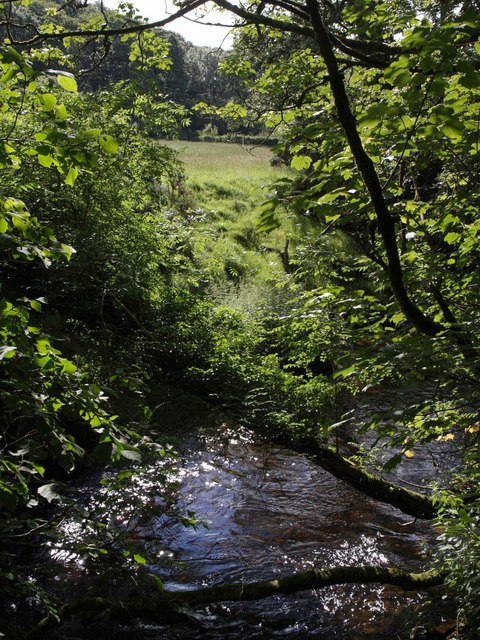
Oare Water

Oare Water – rzeka w Anglii, w hrabstwie Somerset.
Razem z Badgeworthy Water tworzą rzekę East Lyn. Nad rzeką XVIII-wieczny most Oare Bridge.